# Przewodnik po Belgradzie z piosenką weselną i pogrzebową
Przewodnik po Belgradzie z piosenką weselną i pogrzebową (oryg. Практични водич кроз Београд са певањем и плакањем) — serbsko-niemiecko-francusko-chorwacki film fabularny z roku 2011 w reżyserii Bojana Vuleticia.

## Opis fabuły
Akcja filmu rozgrywa się współcześnie w Belgradzie, w którym cztery "mieszane" pary doświadczają wielkiej miłości. Dla każdego z mieszkańców Belgradu ich związek z cudzoziemcem wydaje się krokiem w kierunku Europy.

## Obsada
- Marko Janketić jako Stefan
- Julie Gayet jako Silvie
- Anita Mančić jako Melita
- Jean-Marc Barr jako Brian
- Nada Šargin jako Jagoda
- Hristina Popović jako Djurdja
- Baki Davrak jako Orhan
- Leon Lučev jako Mato
- Miomira Dragičević jako Milena
- Sophie Meister jako Eva
- Marko Jeremić
- Bojan Krivokapić
- Marija Opsenica

## Nagrody
Film otrzymał specjalną nagrodę jury na festiwalu filmowym w koreańskim Jeonju. Polska premiera filmu odbyła się w 2012 na Warszawskim Festiwalu Filmowym, gdzie był nominowany do nagrody Wolnego Ducha.